# Gehamerde munt

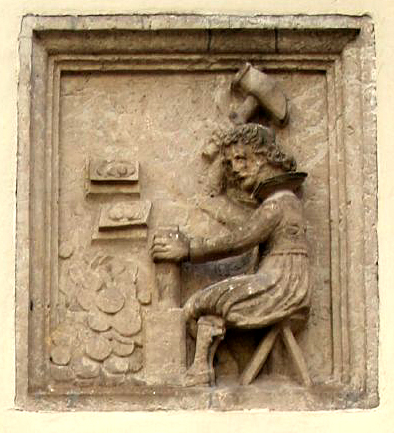
Muntenmaker

Een gehamerde munt (Engels: hammered, Frans: frappé au marteau) is een munt die geslagen met een techniek waarbij één stempel op een aambeeld was gemonteerd en het andere stempel op een korte steel. Het rondel werd tussen de beide stempels gelegd en de munt werd met een klap van een hamer geslagen. Een andere vorm is de geschroefde munt.